# UFC 248
UFC 248: Adesanya vs. Romero fue un evento de artes marciales mixtas producido por Ultimate Fighting Championship que se llevó a cabo el 7 de marzo de 2020 en el T-Mobile Arena en Paradise, Nevada.

## Historia
El evento estelar contó con una pelea por el Campeonato de Peso Medio de UFC entre el actual campeón Israel Adesanya y el exretador interino al título (así como el medallista de plata olímpico 2000 y excampeón mundial de lucha libre) Yoel Romero debido a que Paulo Costa no estaba en condiciones de pelear por una lesión.
Una pelea por el Campeonato de Peso Paja de Mujeres de UFC entre la actual campeona Zhang Weili y la excampeona Joanna Jędrzejczyk tuvo lugar en el evento coestelar.
Se esperaba una pelea de peso mediano entre el excampeón Robert Whittaker (también ganador del peso wélter de The Ultimate Fighter: The Smashes) y Jared Cannonier en este evento. Sin embargo, se anunció el 15 de enero que Whittaker se retiró de la pelea. Posteriormente, los funcionarios de la promoción anunciaron que Cannonier estaría en espera en caso de que uno de los participantes del evento estelar se retirara de su combate. A su vez, Cannonier indicó a mediados de febrero que había sufrido una lesión pectoral desgarrada mientras entrenaba y que estaría lejos del octágono durante varios meses.
Una combate de peso gallo entre Sean O'Malley y el ganador de peso gallo de The Ultimate Fighter: América Latina, José Alberto Quiñónez, estaba originalmente programado para el UFC 229. Sin embargo, fue cancelado después de que O'Malley fallara una prueba de drogas realizada por la Agencia Antidopaje de los Estados Unidos (USADA). Se esperaba que la pelea tuviera lugar en UFC 247, pero finalmente se trasladó a este evento por razones desconocidas.
Aunque no fue anunciado oficialmente por la organización, se esperaba una pelea de peso pluma entre Calvin Kattar y Jeremy Stephens en el evento. Sin embargo, Stephens fue retirado de la tarjeta a mediados de enero tras una lesión. El combate se dejó intacto y reprogramado para UFC 249.
Una pelea de peso pluma entre Douglas Silva de Andrade y Movsar Evloev estaba programada para el evento. Sin embargo, de Andrade se retiró de la pelea debido a una lesión y fue reemplazado por Jamall Emmers, que debutaba en la empresa. Posteriormente, Evloev se retiró de la pelea a finales de febrero debido a las lesiones sufridas en un accidente de tráfico. Fue reemplazado por Giga Chikadze.
Una pelea de peso mediano entre Derek Brunson y Edmen Shahbazyan estaba programada para el evento. Sin embargo, se anunció el 20 de febrero que la pelea se había trasladado a UFC Fight Night: Overeem vs. Harris.
En los pesajes, Emily Whitmire pesaba 117.5 libras, 1.5 libras por encima del límite de 116 libras en peleas no titulares. Fue multada con el 20% de su pago y se esperaba que su pelea con Polyana Viana se llevara a cabo según lo programado en un peso acordado. Sin embargo, Whitmire fue hospitalizada el día del evento y la pelea fue cancelada.

## Resultados
1. ↑  Por el Campeonato de Peso Medio de UFC.
2. ↑  Por el Campeonato de Peso Paja de Mujeres de UFC.

## Premios extra
Los siguientes peleadores recibieron $50,000 en bonos:
- Pelea de la Noche: Zhang Weili vs. Joanna Jędrzejczyk
- Actuación de la Noche: Beneil Dariush y Sean O’Malley